# Sofía N. Antonopoúlou
Sofía N. Antonopoúlou, en grec moderne : Σοφία Ν. Αντωνοπούλου (1947-), est une professeure de l'université polytechnique nationale d'Athènes et une écrivaine grecque. Titulaire d'un doctorat en économie de l'University College de Londres, elle a publié quatre livres ainsi que des articles scientifiques et d'opinion dans de nombreuses publications en Grèce et à l'étranger.